# 天使とアクト!!
『天使とアクト!!』（てんしとアクト）は、ひらかわあやによる日本の漫画。『週刊少年サンデー』（小学館）にて、2015年4・5合併号から2018年27号まで連載された。
特徴的な声を持つ高校生が声優を目指すサクセスストーリー。青二塾が取材協力としてクレジットされている。

## あらすじ
全国模試1位になるほどの頭脳明晰でスポーツ万能、眉目秀麗かつ政治家の父を持つハイスペックな高校生 凰生為人。誰もが羨むほどに才覚と環境に恵まれた彼だが、その声は女性と間違われる程のハイトーンボイスであり、破滅的に自己中心的な性格のアクトは常日頃からクラスメイト達を「虫扱い」して見下していた。
そんな彼がある日、近所に住んでいる中等部の後輩で、圧倒的才能を持っている人気声優『春坂なり』の強引な誘いにより、中等部の後輩たちの文化祭の出し物であるオリジナル制作のアニメ「ロミオとジュリエット」に、ジュリエット役の声優として参加し、観客からの喝采を浴びることになる。アクトはそれをキッカケに、今まで考えもしなかった声優業界へと足を踏み入れる。
七星プロの声優養成所に入ったアクトは、緊張すると嘔吐する美少女 天央翔、口の悪いトサカ頭の関西人 鳥羽嵐士らと共に、夜間コースで声優を目指すことになる。1年間の厳しいレッスンを重ね、経営難のため採用数2名の難関となった七星プロの採用試験を受けたアクト達であったが、採用されたのは霞ヶ谷翠と天央翔に決まり、鳥羽嵐士はかろうじて準所属。態度が悪く個性的すぎるアクトは、敏腕マネージャー四乃宮海斗の判断により不採用とされてしまう。
学校に芸能活動がバレて退学となり、この所属試験に全てを賭けていたアクトは途方に暮れるが、七星プロのやり手のマネージャー伴田歳三に見出されたアクトは、無所属として活動を始め、ひきこもりの同人ゲーム作家りゅーの新作ゲームで声優をして注目を集める。同じ七星プロで、魔性の声をもつ声優七宝院風子の付き人になったアクトは、風子の放浪癖に悩まされながらも、「妄想力」に磨きをかける。さらに、海外ドラマのアフレコ現場では、見た目は年下の30代声優鶯月鐡と口喧嘩なりながらも、洋画独自の「距離感」の大事さを再確認する。
そして、自分を声優界へと引き込んだ「春坂なりに並び立つ」ために、彼女が小学生の時に主役を演じた戦隊ガール物の最新作「シュガーガール」の主演を目指すことを決意する。しかし、すでにその主演には、業界トップの実力派イケメン声優 総世鳳也にほぼ内定されていた。しかしアクトは、総世に劣らぬ演技を見せて追加オーディションにまで持ち込み、主演の座を掴んだ。(10巻まで)

## 登場人物
年齢、学年、身長等、作中の時間経過によって変動がある情報は初登場時又は初公開時のものとする。声はモーションコミックのもの。

### 主人公
凰生為人（いくるみ アクト）
声 - 村瀬歩
主人公。9月10日生まれの高校2年生、血液型A型、身長175センチメートル。
偏差値72以上の超難関校・神王寺学園首席。政治家の父を持つ良家の一人息子で文武両道の秀才且つ容姿端麗だが、性格は傲岸不遜で周囲の人間を下等生物として見下しており、自身を「全人類を支配する男」、将来の夢も「世界征服」と言い切っている。しかし、その言動とは裏腹に力任せ・ゴリ押しによる支配は好まず、実力で屈服させ、自身を中心とした秩序の形成を築いた上での支配を好む。その思想に基づいてか、（はなえを除き）他人を名前で呼ぶことはない。なりによれば、小学生時代までは普通に友達もそれなりに居たようだが、中学生に上がったくらいから政治家の家柄や天才肌であることに嫉妬した周囲から距離を置かれたり、自分のダシにして御零れに与ろうとする取り巻きに囲まれた経験がある。責任感は強いが、何でも自分一人で抱え込もうとする癖があり、自分一人の力で解決できなくなると錯乱して他者に当たり散らしてしまう悪い癖がある。
口を開けば罵詈雑言の嵐だが、それは無能（と判断した者）に対する軽蔑から来ており、不当に能力や努力を貶める言動をとることはなく、自分より優れた能力を持つ者や世話になった者への敬意も抱いている。一方、友情への認識が欠けており、はなえが言った「友達」や嵐士が言った「戦友」の意味も全く理解できなかった。
戦国時代が好きで武将や城といった歴史物には目がなく、それらを引き合いに出されると露骨に釣られてしまう面も持つ。
変声期を迎えている年代ながらも女性と変わりないハイトーンボイスが悩みの種だったが、なりの薦めで声優を目指すようになる。その過程で七星プロダクション（以下「七星プロ」）声優養成所に入る代わりに実家から追い出され、託児所で住み込みのアルバイトを行う。3年の7月に声優活動が学園側に発覚してからは自主退学し声優一本に絞る。七星プロ所属試験ではその個性が元で不合格となるが、再起を図った結果、無事正所属となった。なりに並びたいという自覚を得たことで、彼女がかつて主演を果たしたシリーズ作品の新作主演を目指し、オーディションでは、主人公の性格と特徴をしっかり理解して演じ、戦隊ガールズシリーズの「主人公の成長を描いていく」と言うコンセプトを、プロデューサーに思い出させる演技したことで将来性を評価されて主演の座を獲得したが、将来性と言う理由で選ばれたことが気に入らず、キレてそのまま逃走したが、なりによる為人の性格を利用した説得によって、主演を演じることになった。
エリート気質からか理詰めで役作りを行うきらいがあり、理詰めでその役を理解してハマればその実力を遺憾なく発揮できるが自分の知らない分野の役作りは極めて苦手。グループによるオーディション審査の時には、ファンタジー系の動物の心を表現するのに迷走し、自身で動物の心を理解しようと試行錯誤するも、その結果益々悪化してしまい動物の役に成り切ることが出来なかったところ、先輩声優の六積の提案によってペットの感情を理解するために、六積に飼われて、六積の飼い犬のシュナイダーと共に行動することでペットの距離感を理解出来たように、自身の知らない分野の役作りには実際にその分野を経験する事で、役作りが出来る様になった。
自身が出るアニメ作品を良くしようとするなら躊躇い無く行動を行っており、ベテラン声優に対して直接演技の文句を言ったり、番宣だと言う目的で自身の演じるキャラの女装のコスプレを行うのに、何の躊躇もせずに行うなど、良くも悪くも躊躇いが無い。
春坂なり（はるさか なり）
声 - 佐倉綾音
中学1年生にして十数年の芸歴を持つプロ声優。4月2日生まれの13歳、血液型B型、身長150センチメートル、小柄で、ピンク色のショートヘアの一端を結んでいる。
物語開始の3年前から凰生家の隣に住んでいた。神王寺学園中等部に通っていたが、芸能活動との両立が認められなかったため秋の文化祭の直後に退学し、後に芸能活動を認可してくれる別の中学に編入した。為人からの呼称は「丸虫」「丸ネズミ」。小学生の時点でアニメ作品の主役を務める等、既に主演を何作も経験しているその役幅は多岐に渡り、貪欲に理想を追求し続ける演技力は業界内でも一目置く者が多い。為人との力量差は彼が研鑽を積み重ねて尚厳然として開いている。
役作りのために隣人である為人のことを調べ、その過程で彼が抱く「変わりたい」という願望を読み取り、演技の道に誘う。それ以来、為人の声優としての標、そして最大の壁として存在する。フリーで活動していたが為人が養成所に入っている七星プロの経営悪化の状況を知り、所属を決意、プロダクションを支える一人となって為人が自分に追いつく日を待ち続けている。

### 七星プロダクション関係者

#### 所属声優
天央翔（あまひさ しょう）
七星プロ養成所での為人の同期生。為人とは同学年。高校生で後に大学に進学した。10月22日生まれ、血液型O型、身長160センチメートル。
品のある可愛らしい少女声を持ち歌も上手い。清楚な外見や服装から育ちの良さを感じさせるロングヘアの美少女だが気が小さく、緊張するとすぐ嘔吐してしまう臆病さが欠点。しかしいざ覚悟を決めると一転して思い切りの良い行動に移せるなど極端な性格をしている。裕福な家に生まれ育ったお嬢様で、料理以外の家事は全く出来ず、人生勉強のためのアルバイトも当初は手間取る程の箱入り娘。母親のかつての夢だったことがきっかけで声優への道を志した。為人からの呼称は「もやし」。所属試験に合格して晴れて七星プロ正所属となり、着実にアニメやイベントの仕事を重ねている。
為人とは何度か助け合う仲であり、ことが重なる内に彼への恋を自覚するが、為人は翔の思いに全く気付いていない。
鳥羽嵐士（とば あらし）
七星プロ養成所での為人の同期生。年齢は養成所卒業の年に20歳。京都府出身。8月4日生まれ、血液型B型、身長183センチメートル（髪のトサカ含む）。
逆立った髪型を持ち、眼鏡をかけている。ハスキーな声を持ち豪胆な演技が得意。普段は電気屋でアルバイトをしながら生計を立てており、風呂なし共同トイレのアパートに住んでいる。なりの大ファンで、彼女と親交がある上に人間性が気に食わない為人のことをライバル視していたが、徐々に戦友とも認めるようになるも、為人の側からは彼の友情を理解されていない。所属試験では補欠合格となり七星プロ準所属となった。しばらく役が取れず悩んでいたが為人の支援を経て好転している。なりへのファン心と恋愛対象は分けており、他人の恋心を察せられる機微も持つが、恋愛で望まれるふるまいへの理解は今一つである。為人からの呼称は「トサカ」。
霞ヶ谷翠（かまがや すい）
七星プロ養成所での為人とは同期生だが昼コース所属。為人より2歳上。12月28日生まれ、血液型AB型、身長168センチメートル。
劇団ツバサ出身で、難易度の高い芝居をしたくて声優を志した。普段は小声だが演技の時には堂々とした巧みな演技を披露する。大の甘党で密かな胸フェチ。四乃宮とは所属試験の際に頼って以来力をよく借りている。所属試験に合格し七星プロ正所属となった。着実にアニメやイベントの仕事を重ねる傍ら、劇団の客演も受けたりしている。感情をあまり表に出さずに淡々と呟く無表情な姿から為人からの呼称は「こけし」。劇団時代からのアルバイト経験による人脈から、アルバイトを志願した翔の世話を焼く内に彼女を意識し始める。
六積ハルカ（むつみ ハルカ）
七星プロ所属声優。6月23日生まれ（年齢は非公開）、血液型B型、身長158センチメートル。
頭上に団子にまとめてから垂らす髪型の女性。養成所試験では為人の物言いを鍛えがいがあると評価する。養成所講師として為人に指導を行った一人で実際に厳しい指導を行った。声優への仕事への誇りが高く、なめてかかる人間には容赦しない。時に指導中に鋭い蹴りが飛ぶ。酒を飲む雰囲気は好きだが下戸。恋愛対象は年上らしい。シュナイダーという仔犬を飼っている。
二麗ユウジ（にれ ユウジ）
七星プロ所属声優。2月20日生まれの47歳、血液型A型、身長190センチメートル。
焼けた肌に金髪の男性。出演作に『Zバンダム』がある。養成所試験では協調性皆無な為人の性格に難を示すも渋々受け入れたが、後に彼の正所属入りを泣いて喜んでいる。至って真面目な常識人であるため、先輩の六積や為人など個性的な面々に振り回されることもしばしば。養成所講師として為人に指導を行った一人。既婚で子供もいる。
七宝院風子（しっぽういん ふうこ）
七星プロ所属声優。7月25日生まれの28歳、血液型B型、身長159センチメートル。
明るい髪を伸ばした髪型をした細目の女性。聞いているだけで人を惑わせる声を持ち、「色香のマリア様」の異名を持つ程に色気のある女性の演じ分けを得意とする。普段は温和な天然の性格で、空想と本能のままに、下手をすれば地球の裏側まで自由に行動する。主演を目指す為人の師匠を任され、付き人として振り回しつつも彼とは違う方向性の声優としての姿勢を見せた。ただ、本人によれば「指導は苦手」との事。舞台女優としても活動している。伴田は声優としての新境地を開かせてくれた恩人で酒好きの同志でもある。キツネのしっぽのような毛先のみが黒い後ろ髪をしているが、周りを盛大に振り回しつつも確かな実力を持つことから為人からの呼称は「タヌキ」。
大黒一力（おおぐろ いちりき）
七星プロ養成所塾長。後に七星プロ社長も兼任。1月11日生まれの70歳、血液型O型、身長173センチメートル。
総白髪の老年の男性。養成所試験で為人の優等生の仮面を剥がした上で面白いと彼を養成所に入れた。穏やかな物腰だが、指導は非常に厳格。日本アニメ界を創成期から支えてきた大御所声優であり、為人を一言で圧倒させる程の力を持つ。養成所講師として為人に指導を行った一人で、為人からの呼称は「塾長」。
しかし、役者畑出身であるため、前の社長が売上金を持ち逃げしたことから急遽社長に就任するもののプロダクションの経営には四苦八苦している模様。

#### マネージャー
四乃宮海斗（しのみや かいと）
七星プロマネージャー。4月24日生まれの32歳、血液型A型、身長177センチメートル。
眼鏡をかけ普段はほとんど無表情を通す。経営悪化により傾きかけている七星プロの現状を憂い、自分のやり方でプロダクションを立て直そうとし、社長の大黒や先輩の伴田にも毅然とした態度を貫く。為人とは初対面の時から第一印象が最悪で、互いに気が合わないと認め合う仲。所属試験では為人に厳しい裁定を下すも、その後の為人の奮闘を見て正所属を認めた。伴田とは仕事における姿勢が正反対だがその姿勢を認めていない訳ではない。翠とは所属試験の際に頼られて以来面倒をよく見ており、冷然とした態度も合わさってか、為人からの呼称は「親ごけし」。
冷然とした態度の裏には担当声優を確実に売り出す情熱があり、進んで親睦会を開くなど熱い心を持つ。かつては、伴田と同じようなやり方で新人声優を売り出したものの、その姿勢や売り出し方が製作側の顰蹙を買ってしまい、それがショックで新人は姿を晦ましてしまい、思わぬ形で才能のある若手を自分で潰してしまった過去を持つ。また、翠と同じく大の甘党。
伴田歳三（はんだ としみつ）
七星プロマネージャー。10月3日生まれの41歳、血液型B型、身長180センチメートル。
髭面でラフな背広の着こなし方をする。無類の酒好きで普段はだらしないが、マネージャーとしての能力は優秀。国民的キャラクターを担当する声優を育てた功績も持つが、方法が非常に博打的な故に逆に失敗した声優も多い。
為人とは所属試験直前に酔っぱらっていたところを為人に介抱されたことに始まる仲。所属試験から弾かれた為人に声をかけ、七星プロ入りの手助けを申し出る。一方で為人を不合格にした四乃宮の信念を否定している訳ではなく、後輩の彼をそれとなく見守っている。為人の声優としての目標を打ち明けられ、その大望を後押しする決意を固める。為人からの呼称は「MG（マネージャー）」。

#### 養成所所属者
吉岡よしの（よしおか よしの）
七星プロ養成所での為人の同期生。
ツインテールで小柄。ナレーション志望で声の個性は強くない代わりに聞き取りやすい演技を行う。合宿でも語りの役割で為人達の演技をまとめた。七星プロの所属試験では不合格となったが、その適性が認められナレーションに強い事務所への推薦を得る。為人からの呼称は「モブ」。
轟里良夫（ごうり よしお）
七星プロ養成所での為人とは同期生だが昼コース所属。劇団ツバサ出身。安定した重低音の声を持つ。家事が得意。美咲と交際している。所属試験には不合格となった。その後は劇団に戻った姿を見せた。
兎之塚美咲（とのづか みさき）
七星プロ養成所での為人とは同期生だが昼コース所属。劇団ツバサ出身。合宿では知性ある役を披露した。良夫と交際している。所属試験には不合格となった。その後は劇団に戻った姿を見せた。
兵護幸（ひょうご さち）
七星プロ養成所での為人とは同期生だが昼コース所属。劇団ツバサ出身で合宿でも翠達とチームを組んだ。所属試験では不合格となった。

### 業界関係者

#### M（ミューズ）アカデミー関係者
総世鳳也（みなせ たかや）
Mアカデミー所属声優。3月7日、31歳、血液型B型、身長181センチメートル。
当代一の超人気声優と呼ばれており、為人もその名前は知っていた。爽やかで明るい好青年だが、業界のトップということもあり中々の曲者で、時折為人に対してサディズムな一面を見せることもある。目の前で役を浮かび上がらせるほどの演技を披露できる一人。鳳也の主演作への為人の出演が縁で出会って以降、為人の存在を面白がり、多忙な中で時間を割いてその役作りを手伝ったりMアカデミーにスカウトしようとしたりしている。なりとも共演したことがあり仲が良い。為人からの呼称は「ドル箱」。
愛泉ヒナノ（あいずみ ヒナノ）
Mアカデミー所属声優。2月14日生まれの23歳、血液型AB型、177センチメートル。
20代の声優の中でも頭角を現している。鳳也に心底憧れており、元々Mアカデミーの音楽部門に所属していた所を鳳也の演技を聞いたことがきっかけで声優に転向した。為人とは初めて共演した作品での現場で何かとトラブルを起こす上に、敬愛する鳳也が注目していることもあって常に気にくわない。しかしそれでも認める部分はきちんと認める一面もある。よく清太郎と組んで仕事をしている。
牛澤太郎（うしざわ たろう）
大手の芸能事務所、Mアカデミー社長。為人とは何かと衝突し、彼の台頭を阻む形になる一方で、その稀有さを認め所属にスカウトしようとしたこともある。所属声優を過保護な程に大切に扱っており、特に鳳也に対しては頭が上がらない。為人からの呼称は「わらじ」。

#### その他の所属声優
正親清太郎（おうぎ せいたろう）
男性声優。11月9日生まれの21歳、血液型A型、179センチメートル。
爽やかな性格と声質を持ち、誰にでも礼儀正しい。虚弱体質で、何かことが起こるとすぐに神経性の胃痛を起こし、血も吐く。体が弱くとも声の力でヒーローになれることに憧れて声優を志した。よくヒナノと組んで仕事をしている。
星月璃子（ほしづき りこ）
歌手活動も行っているアイドル声優。
特にイベントやコンサートでは、総世にも引けを取らないほどの超売れっ子で、武道館でのコンサートも予定される程の人気がある。多忙から声優としての演技をおろそかにしていた所を六積との共演がきっかけで猛省する。酒もたしなむ成人者。
「スイーツ戦隊シュガーガールズ」では、マスコットキャラのセイロン役を演じており、事前に六積から為人のコントロール方法を聞いていたことで、キレやすい為人の感情をコントロールしたり、他の声優達の問題点の理由などを指摘していた。
鷲峰了（わしみね りょう）
男性声優。
壮年の男性で、ラウンド髭を生やしている。大御所声優の一人で、為人をも呑ませる程の聞く者を魅了させる声を持つ。しかし一方で、実力は二の次でビジュアル重視になりつつある業界の風潮を苦々しく思っているのか、若手声優に対して毒のある発言を行ったり、型にはまり過ぎる演技が災いして他の声優の演技まで一辺倒にしてしまい、悪い意味で影響を与えてしまっていたりもする。為人の働きかけで殻を破って本来の躍動感ある演技を取り戻し、為人達とも和解した。為人からの呼称は「オッサン」。
鶯月鐡（はなみづき てつ）
男性声優。3月2日生まれの30歳、血液型B型、153センチメートル（自称160センチメートル）。
少年と紛う程の小柄で童顔だが年齢通り立派な成人男性である。通称ちいさいおっさん。吹き替えメインで活躍する声優であり、普段は声も少年のようだが、仕事になるとスイッチが入り外画に合う年相応の繊細な大人の男性の演技を見せる。為人の毒舌に張り合える程の大きな口をきき新人への批判も容赦なく行うが、主演を任される程に確かな実力を併せ持ち、為人のことも先輩として気に掛ける度量も持つ。為人につっかかれる理由を聞かれた時には吹き替え専門の声優はあんまり表に出ないが、みんな誇りを持って声をあてているのに、チヤホヤされるのはアニメ畑の連中ばっかだからと言っていた。為人からの呼称は「ミジンコ」。

#### 戦隊ガールシリーズ関連人物
主演の為人の他に4人の主要メンバーがおり、為人のオーディションでの芝居を見たプロデューサーによって、「戦隊ガールズシリーズ」の本来のテーマである『キャラクターの成長』に沿って為人が声優として成長する姿を見たいと思い、どうせなら為人以外の他の四人も伸び代見込みで才能のある新人を集めたものの全員がそれぞれ問題ありの問題児で、プロデューサーも『いくら何でも、ヤバいのが集まりすぎた』とスタッフに述べる程。
姉嵜明日葉（あねさき あすは）
女性声優。5月8日生まれの21歳、血液型A型、身長156センチメートル。
G・E・M所属。自分の出番が無いのに、現場に馴染もうと顔を出したりしたり、積極的に役作りをするなどしっかり者で面倒見の良い真面目な性格であり、芯の通った声や声にある包容力などの才能も持っている。ハマり役は自分と同じ内面性を持つ真面目キャラ。
為人が主演をする「スイーツ戦隊シュガーガール」の戦隊役のアイスガール役を演じる。一見普通の人間に見える彼女もまた問題児の1人であり、プロデューサー曰く「極度の恋愛体質」。共演者の声優にホレてしまうことによって、実際に演技に影響が出てしまう。又本人は自分が恋愛体質と言う自覚が無い。
「シュガーガール」での共演以前から為人の個性的な声の噂を聞いており、実際に事前ミーティングで為人に会ったことで為人のルックスに惚れてしまい、為人とやった練習での掛け合いとは違って、収録では本来の芯の通った声質では無く、優しく甘い声になってしまう。そのことで為人から怒られたことで心を閉ざしてしまい、その影響が演技に出てしまい、結果的にキャラブレしてしまう演技となってしまった。音響やプロデューサーなどの他の人物は、為人に惚れたことが理由だと直ぐに分かったが、当の2人はキャラブレした理由に関しては無自覚だった。その後、為人からの提案で2人きりで練習をするが、2人きりでの練習によって益々為人に惚れてしまい、結果さらに悪化してしまう。が、為人の演技によって、本来の声質を取り戻すことが出来た。だが、キャラブレしていた理由を「(他の声優に惚れていたからでは無く)オレの圧倒的な声の力が、キサマを支配してしまっていたからだ」と為人が解釈し明日葉に言ったことで、本当の理由を2人はずっと勘違いしてしまったままであった。為人からの愛称は「長女」。
忍原しきみ（おしはら しきみ）
女性声優。4月4日生まれの19歳。血液型はB型。身長は170cm
マスカレードオフィス所属。他人とのコミュニケーションを避ける根暗な性格で、常に一人での行動も好んでいる。シュガーガールではプティングガールを演じるが他のメンバーと同じく問題児の1人であり、極度の腹黒な本性を隠している。オーディションでは主演の役を受けていたが、テープ審査で落ちており、主演を掴んだ為人に対して敵対心を持っている。シュガーガールを自身の主演作を作らせるための踏み台にしようとしている。
当初は腹黒な本性を隠していたが、収録での為人とのかけ合いの後に為人を芝居で倒すことを目標にしだしてからは、本来の腹黒な面も出すようになって来た。尚、為人はしきみのこの本性を嫌ってはおらず、声優業界で生き残るためには必要な要素のハングリー精神だと評価している。為人からの愛称は「便所虫」。この愛称を聞いた鳥羽は女子につける名では無いとドン引きしていた。
京楽亭豆千代（きょうらくてい まめちよ）
女流落語家。1月16日生まれの19歳。身長は140cm。血液型はO型。
一般オーディションで合格した女流落語家であり、幼少期から師匠についていて、現在では二ツ目に昇進している。落語家であることから、常に着物を着ており、現場にも着物を着ている。落語で培った、声色をほとんど変える事なく間の取り方と喋る速さで多数の役を演じる能力とそれを伝える技術に長けている。
他のメンバー同様問題児の1人でもあり、他の戦隊メンバーが癖の強い声優ばかりだと理解した為人からは、初対面の際に着物を着ていたことから見た目的に1番ヤバい奴だと警戒していた。師匠の勧めでオーディションに参加したこともあってか、オーディション時からやる気を見せてはおらず、収録でも為人から手抜きをしているように思われていたが、実際には自分の落語に自信を持てなく観客などの周囲の人間の意見や顔色に左右されてしまっており、その影響が演技にも出ており演技の自身が無くて自分らしい演技が行えないだけで、演技の具体的な指示を受ければその通り行える。師匠も自由に行う感覚を掴んでもらうために演技の際に目の前に人が居ないアニメのオーディションを進めた。本人は為人の常に堂々として、他人の目や反応が一切気にならない態度や姿勢を羨ましがっている。為人からの愛称は『豆』『饅頭』

#### その他の業界関係者
鮫頭真雄（さめがしら まお）
音響監督。7月8日生まれの46歳。血液型はA型、身長180センチメートル。
元は指名合戦が起こるほどの声優だったという、顔に深い傷を持つ強面の男性。文字を書くときに筆圧が濃い。仕事に厳しく無口を通り越して全く喋ろうとしないので新人声優達からは恐れられているが、話さないのは事故で声帯を痛めたためでその過去から裏方に転向した。なりとは親しく、彼女が紹介した為人の演技に関心を抱き、養成所入学への推薦を行った。ジャージ姿でいることが多い。声優の演技を褒める際は親指を立てる。為人からの呼称は「ヒゲ」。
りゅー
同人ゲーム作家。プロフィールは公開されていないが作中屈指の長身。
人気アドベンチャーゲーム『MA:z（メイズ）』を手掛け、その実力はプロにも認められている。しかし作品制作第一主義であるため、風呂にはロクに入らず、食事はインスタント食品ばかりで済ませるなど、生活能力は壊滅的。人見知りのために山奥の自宅に住み、ゲームも全て一人で仕上げて来た。シリーズ最終作に声をつけたかったことがきっかけで為人を紹介され、共に仕事を手掛けた経験を通して、外の世界や未来に目を向けられるようになった。為人からの呼称は「ミノムシ」。
田尻ケンイチ（たじり ケンイチ）
漫画家。
大ヒットの少年漫画『ムサシノカラス』の作者で、ゲーム『MA:z（メイズ）』の大ファンでもある。ゲームを通して為人の声に惚れ込んだことが彼の転機に繋がった。

### その他の人物
為人の父
本名不明。職業は政治家で、あごひげがある外見。非常に厳格な性格であり、七星プロの養成所への入学許可を求めた為人に、許可を与える代わりに家から勘当した。
最初は為人の声優目指すと言っていた時は、勘当をするなどの態度を示してしたが、後に為人との対話の中で、前々から家政婦のはなえに「S・G」のアニメを見せられており、アニメ内で流れた収録現場を見たことで、為人が楽しそうな顔を初めて見たことによって、為人に、自分の道を自分で見つけたことを、誇らしいと言い、為人に父親として「凰生家の人間なら、何も捨てるな！大切なものは、全部守り抜けと」激励した。携帯の着信音はシュガーガールの着ボイスであり、これを為人に聞かれたことが和解へのキッカケとなった。
はなえ
為人の実家の家政婦。仕事で家を不在にしがちな父に代わって為人を見守り、彼が声優を目指すきっかけの一つを与えた。為人が見下さずに接する数少ない存在であり、作中で唯一名前呼びされている。
為人の声優としての活動を見ており、為人の父に「S・G」シリーズのアニメを見せていた。
ママさん
為人が住み込みで働いている託児所のママさんでかなり恰幅の良い人物。なりの紹介で為人の雇用を決めた。為人の方針で託児所内に変革を起こしてからは『お館様』と呼ばれる。
為人が声優を辞めて、託児所を出て行こうとした時には、子供達が為人が出て行くのを嫌がった子供達を理由に、為人を引き留めていた。

## 用語
七星プロダクション（ななほしプロダクション）
為人が所属する声優事務所で通称ナナプロ。養成所も持つ。大手の声優事務所でベテラン声優も多く所属しているが最近は有能な新人も排出されておらず、前任の社長が就任した直後に資金を持ち逃げして経営は悪化、それを知った所属声優が次々に独立を考えているという噂が流れるなどの悪循環に陥っていた。大黒が社長を兼任し、なりの移籍、有望な新人の所属と、好材料が重なり経営悪化は歯止めがかかりつつあるが、未だ予断を許さない状況にある。
ミューズアカデミー
通称M（エム）アカ。七星プロほどではないが大手の芸能事務所である。総世鳳也を有する声優部門の他に音楽部門も持つなど、多岐にわたる経営を行っている。
託児所
為人がなりの紹介でやってきたバイト先。父に家を追い出された為人はここに住み込みで働いている。当初は子供達もワガママ放題でバラバラな状態であったが、為人が自分ならではのやり方で世話をし始めた結果、ママさんは『お館様』、為人は『将軍』というヒエラルキーが構築され、子供達は積極的に託児所の手伝いや幼い子の世話をするようになった。為人の子供達に対する呼称は『アブラムシ』。
年末年始のみ休業で、唯一の宿としている為人にとっては死活問題となる。

## 書誌情報
- ひらかわあや 『天使とアクト!!』 小学館〈少年サンデーコミックス〉、全17巻
  1. 2015年4月17日発売[4]、ISBN 978-4-09-125818-2
  2. 2015年7月17日発売[5]、ISBN 978-4-09-126024-6
  3. 2015年9月18日発売[6]、ISBN 978-4-09-126228-8
  4. 2015年11月18日発売[7]、ISBN 978-4-09-126481-7
  5. 2016年2月18日発売[8]、ISBN 978-4-09-126815-0
  6. 2016年5月18日発売[9]、ISBN 978-4-09-127140-2
  7. 2016年8月18日発売[10]、ISBN 978-4-09-127328-4
  8. 2016年11月18日発売[11]、ISBN 978-4-09-127417-5
  9. 2017年1月18日発売[12]、ISBN 978-4-09-127483-0
  10. 2017年5月18日発売[13]、ISBN 978-4-09-127572-1
  11. 2017年8月18日発売[14]、 ISBN 978-4-09-127680-3
  12. 2017年10月18日発売[15]、 ISBN 978-4-09-127855-5
  13. 2018年1月18日発売[16]、ISBN 978-4-09-128078-7
  14. 2018年3月16日発売[17]、ISBN 978-4-09-128209-5
  15. 2018年5月18日発売[18]、ISBN 978-4-09-128252-1
  16. 2018年7月18日発売[19]、ISBN 978-4-09-128338-2
  17. 2018年8月17日発売[20]、ISBN 978-4-09-128388-7